# Now (jornal)
Now (denominado NOW), também conhecido como NOW Magazine, é um jornal semanal alternativo gratuito e uma publicação online situado em Toronto, Ontário, Canadá.
Foi publicado pela primeira vez em 10 de setembro de 1981 por Michael Hollett e Alice Klein. Now é um semanário alternativo que cobre notícias, cultura, artes e entretenimento, publicado 52 vezes por ano. A publicação pode ser retirada em estações de metrô, cafés, lojas de variedades, lojas de roupas, restaurantes, cinemas alternativos e em suas caixas de jornal verdes e vermelhas todas as quintas-feiras.
A publicação está online desde 1993, primeiro como now.com e depois como nowtoronto.com desde 2000.
O Toronto Star lançou o Eye Weekly em 1991 como um concorrente do Now, embora o Now tenha permanecido consistentemente a publicação mais lida e o Eye Weekly terminado em 2011.
É também um patrocinador central e seus proprietários detinham uma participação acionária no North by Northeast, um importante festival anual de música em Toronto.
O Now era propriedade privada de Hollett e Klein até 2016, quando Hollett vendeu sua participação na empresa para Klein e deixou o jornal para se concentrar na North by Northeast como presidente e fundador do festival.
Em 2019, a NOW Communications da Klein vendeu o Now para a Media Central Corporation por US$ 2 milhões. Klein permaneceu no jornal como "estrategista editorial chefe". Algumas semanas depois, a Media Central Corporation também anunciou um acordo para adquirir a publicação semelhante de Vancouver, The Georgia Straight.